# فرنسيس دويل غليسون
فرنسيس دويل غليسون (بالإنجليزية: Francis Doyle Gleeson)‏ هو كاهن كاثوليكي أمريكي، ولد في 17 يناير 1895 في ميزوري في الولايات المتحدة، وتوفي في 30 أبريل 1983 في فيربانكس في الولايات المتحدة.